# Ольвія

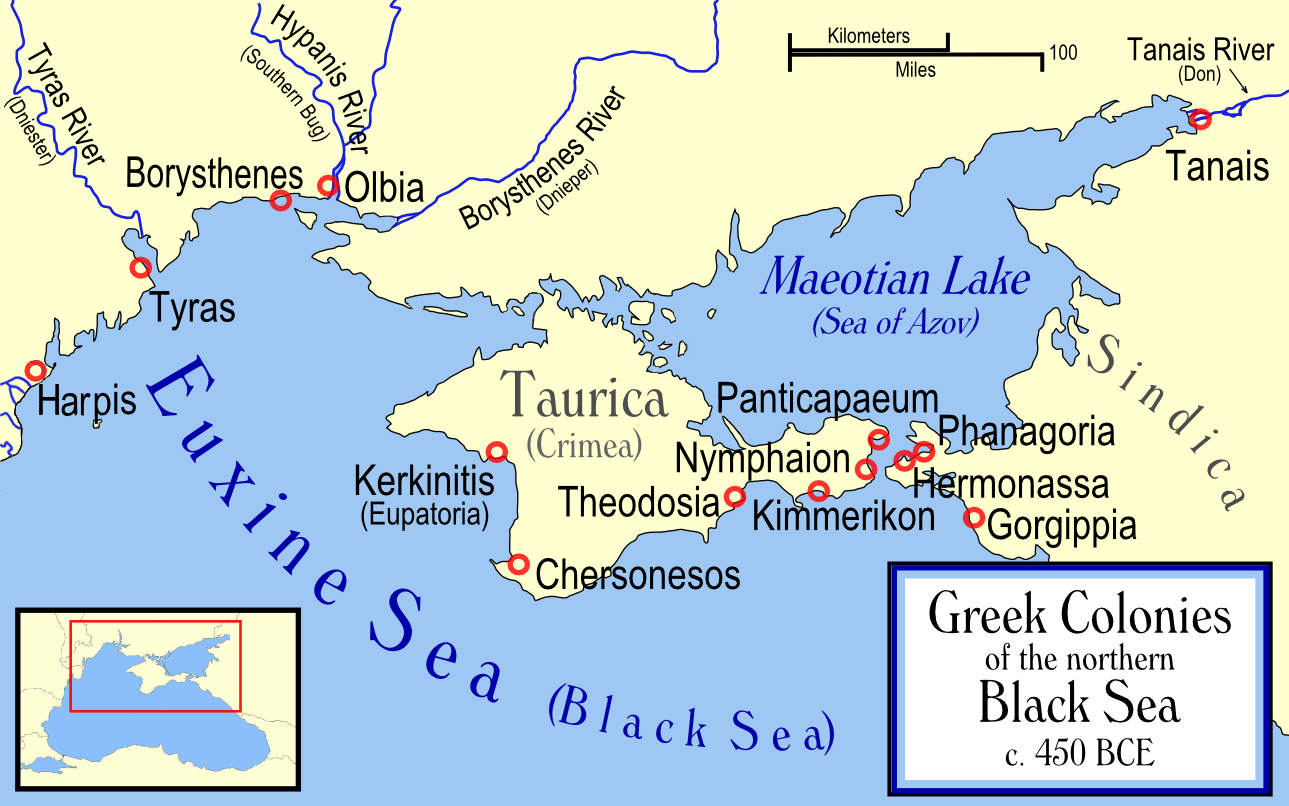
Античні колонії Північного Причорномор'я

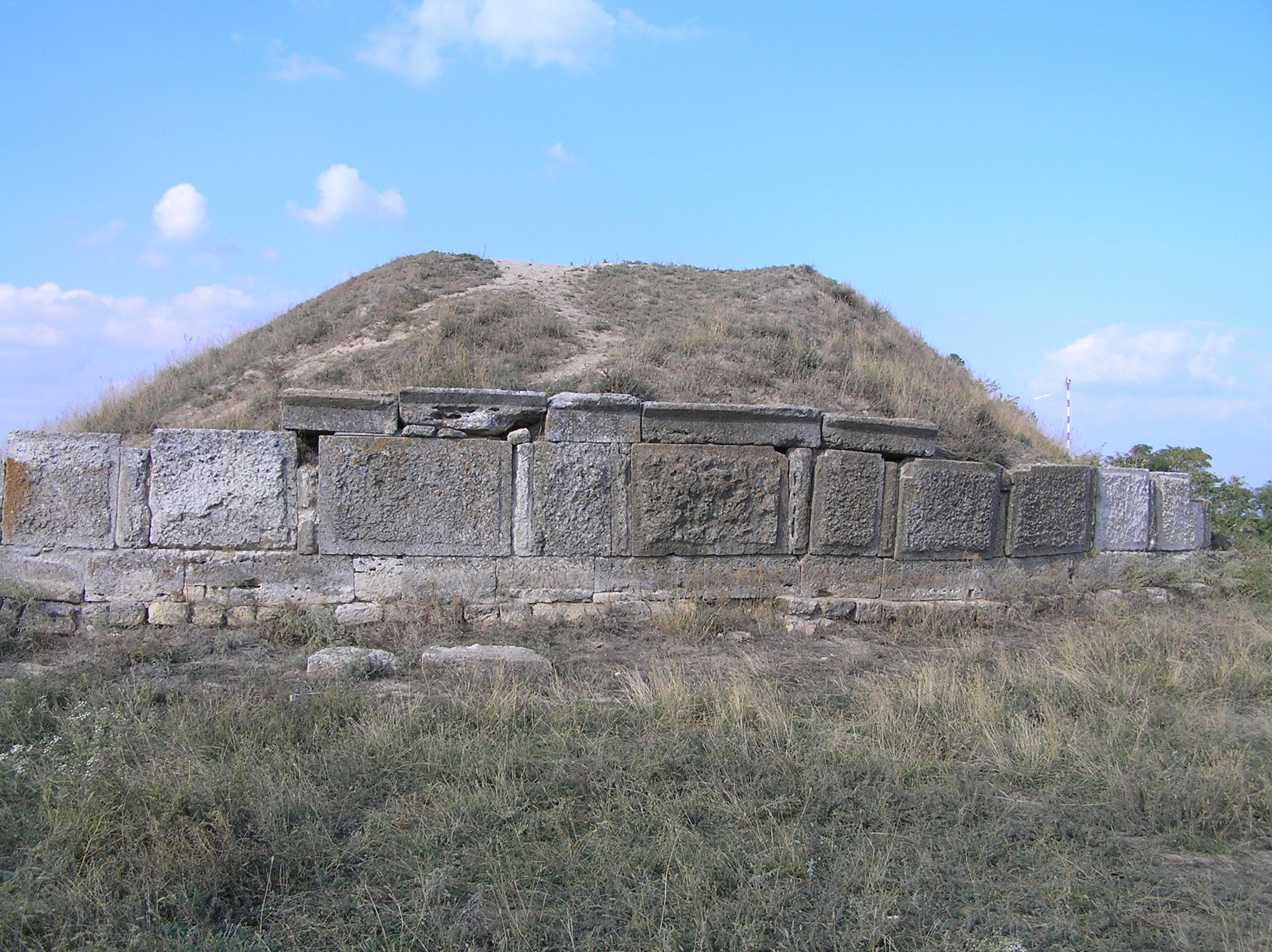
«Зевсів курган»

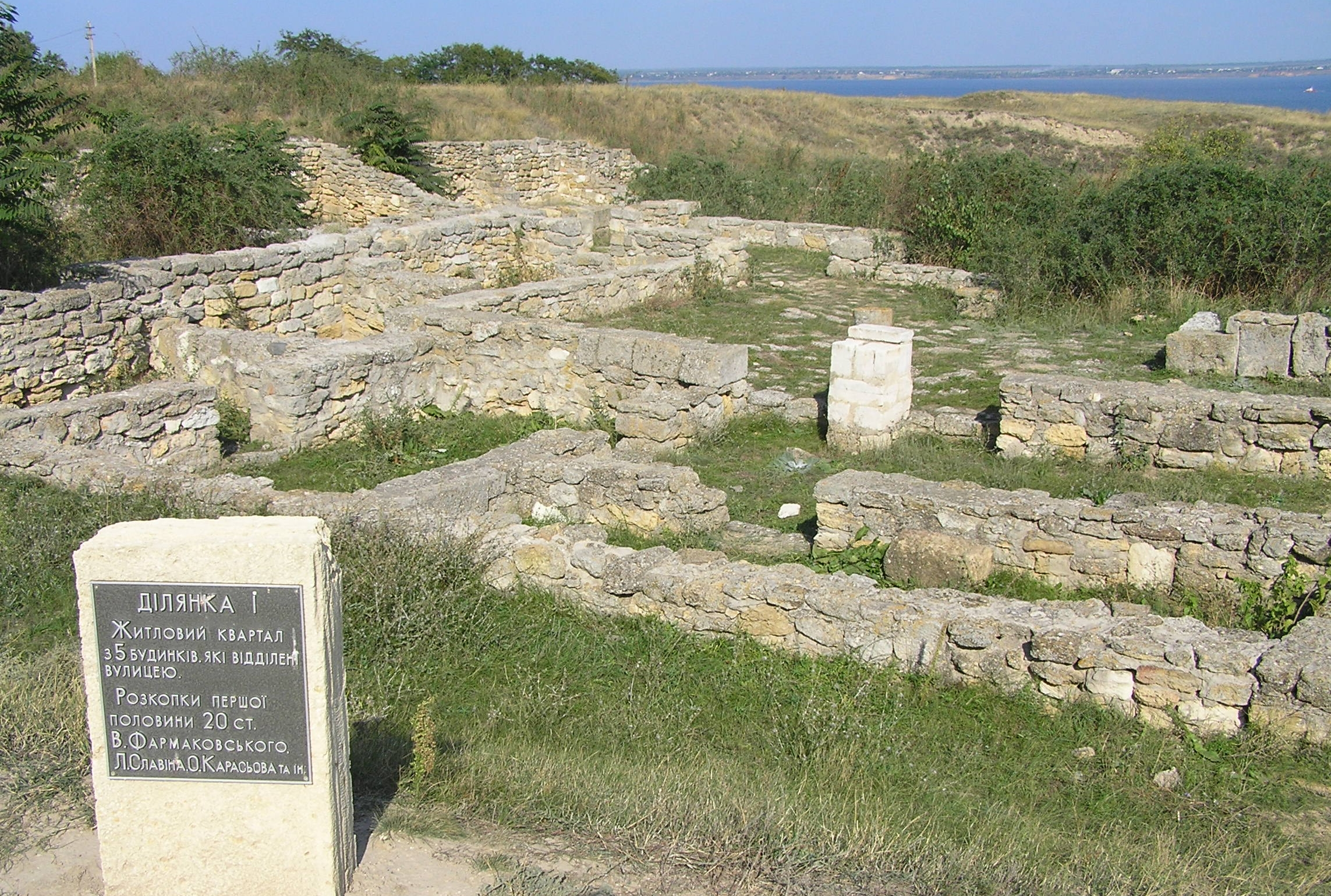
Ольвія, залишки старовинного житлового кварталу

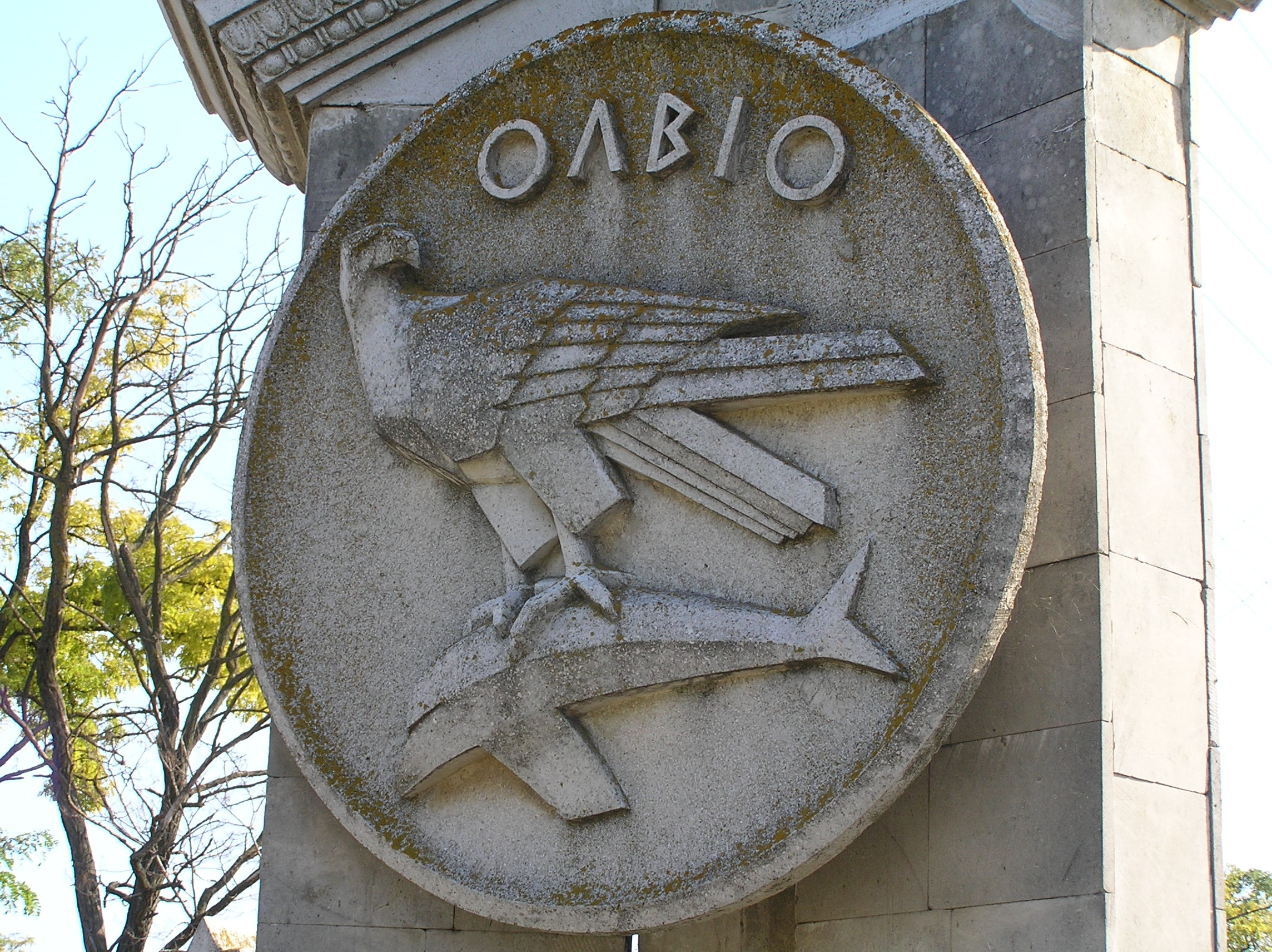
Ольвія, стела з гербом Ольвії при вході до музею-заповідника

О́львія — найважливіша грецька колонія в Нижньому Побужжі, у дельті Гіпаніса (Бугу) та Борисфена (Дніпра), заснована вихідцями з Мілета в 647—646 р. до н. е.
Її політичним та економічним центром було однойменне місто, залишки якого розташовані на правому березі Бузького лиману біля с. Парутиного Очаківського району Миколаївської області.
У часи свого розквіту у III ст. до н. е. площа міста становила близько 50 га.

## Розпланування міста
За припущеннями, до греків тут існувало невелике скіфське поселення. Про це свідчать археологічні знахідки ліпленого посуду, бронзових дзеркал та прикрас у звіриному стилі, притаманних скіфам.
Ольвія (за греків) поділялася на гористу й долинну частини, була оточена міцними мурами й оборонними вежами, мала прямолінійне планування й була забудована критими черепицею кам'яними спорудами громадського, житлового, господарського та виробничого призначення (деякі з мозаїчними подвір'ями). Майдани й центральні вулиці, вимощені кам'яними плитами, були прикрашені статуями богів і героїв, різьбленими в камені портретами заслужених містян та мармуровими плитами з декретами управи міста-держави. В центрі гористої частини Ольвії була головна міська площа — агора, на ній — 7-кімнатний громадський будинок для культових обрядів і купецьких зібрань, стіни якого були вкриті розфарбованою штукатуркою, монументальний вівтар і штучні кам'яні водоймища як частина великої гідротехнічної споруди. Навколо агори містилися будинки державних установ, гімнасій (школа для юнацтва), театр та іподром. З півночі до агори примикав теменос (священне місце), де були храми, святилища, вівтарі, жертовники; житлові будинки споруджувалися з каменю і цегли-сирцю, найбагатші оздоблювалися колонами, фресками, мозаїками. В місті існувала розгалужена система водопроводу з труб. Навколо міста був некрополь — цвинтар. На півночі і півдні від Ольвії існували десятки городищ і неукріплених селищ грецьких переселенців та місцевого населення.
Практично місто було розташоване на двох терасах, поєднаних сходами. Нижня тераса межувала з лиманом і мала порт. Агора була на верхній терасі.
На початку першого періоду( VI — сер. I ст. до н. е.) Ольвія була невеликим поселенням. А вже в другій половині VI ст. до н. е. в місті з'являються, крім землянок і напівземлянок, священна ділянка та головна площа (теменос і агора). Поява цих атрибутів, а також початок випуску власної плавленої бронзової монети в формі дельфінчиків свідчать про державне становлення Ольвії. У цей період навколо міста виникають невеликі поселення (на сьогодні їх відомо близько 70). На початку V ст. до н. е. кількість сільських поселень різко скорочується, жителі зосереджуються у самій Ольвії. Відбувається поступове зміцнення полісу, про що свідчать зміни в якості й обсягах будівництва, поява наземних кам'яно-сирцевих будинків.
Найвідоміші знахідки, які вдалося розпізнати археологам, це Північні ворота, від яких починалася Головна поздовжня вулиця, сама ця вулиця, агора, теменос, гідросистема, Східний і Західний торгові ряди, гімнасій, декастерій, оборонна стіна римської цитаделі, храми, майстерні, поховання, житлові квартали. Майже від усіх будівель збереглися лише незначні фрагменти: окремі камені, невеликі залишки мурувань, а також шарові основи, які служили фундаментами під наземні стіни будинків (для цього викопувалися котловани, які заповнювалися почергово шарами землисто-попільного та лесово-глинистого ґрунту товщиною від 5 до 30 см). Винятком є лише головний вівтар, зразок високої майстерності ольвійських будівельників, та канали водовідвідної системи. Деякі пам'ятки в заповіднику експонуються по схематичних планах у реставрованому вигляді, оскільки навіть шарові основи їх дуже зруйновані (наприклад, храми Зевса, Аполлона Дельфінія та ін.). Але дослідники достеменно встановили призначення тієї чи іншої знахідки. Наприклад, комплекс гімнасію має унікальні споруди лазень, у тому числі три кам'яні резервуари для підігрівання води, яка подавалася сюди керамічним трубопроводом. А на місці колишнього дикастерію (суду), від якого збереглася лише шарова основа, було знайдено велику кількість черепків із вишкрябаними на них іменами. Такі черепки називались остраконами і використовувалися в суді під час голосування. До речі, звідси й пішов відомий вислів «піддати остракізму». Також у підвальному приміщенні знайдено бронзові псефи — жетони для голосування.
Особливої уваги варті житлові будинки ольвіополітів. Вони групувались у квартали, розділені неширокими проходами. Знайдено залишки землянок і напівземлянок VI ст. до н. е. Це однокамерні приміщення площею 6-15 кв. м, заглиблені в землю на 0,3-2 м, які інколи мали наземні стіни із сирцю. В кожній землянці жила окрема сім'я із 3-5 осіб. Об'єкти пізнішої забудови, особливо будинки заможних громадян, зводилися із сирцю, на кам'яних цоколях, мали черепичні або саманні дахи. У багатьох із них існували цистерни для зберігання води, а також водовідвідні системи, очевидно, каналізаційного призначення.

## Державний устрій
Ольвія була рабовласницькою республікою. Законодавчі органи (напр. — збори, рада) та виконавча влада (колегії архонтів, стратегів, агораномів та ін.) були в руках рабовласницької частини населення. Значного розвитку набули землеробство, скотарство, рибальство, виноградарство, якими займалися греки та вихідці з місцевих племен, що населяли городище і селища сільськогосподарської округи Ольвії. В самому місті розвивалися ремесла: металообробне, гончарне, деревообробне, каменярське, кісткорізьбне, прядильно-ткацьке тощо, продукцію яких збували населенню Ольвії, а також скіфам, сарматам та іншим племенам, що населяли тоді значну частину території сучасної України. В обмін на ремісничу продукцію в Ольвію надходили хліб, худоба, вовна, риба, а головне — раби. Чимало з цього ольвійські купці продавали у державах грецької метрополії, звідки вивозили вино, оливкову олію, високоякісний посуд, тканини, прикраси, твори мистецтва тощо. Для потреб внутрішньої і зовнішньої торгівлі Ольвія випускала свою монету — здебільшого мідну і срібну, рідше золоту. Населення Ольвії підтримувало зв'язки з Афінами, Коринфом, Родосом, Пергамом, Александрією та Малою Азією.

## Ольвія в 6 — 4 ст. до н. е
Після встановлення в 440-х скіфського протекторату над містом склад населення поповнився за рахунок скіфів. У місті було побудовано палац скіфського царя Скіла.
Місто у 5 ст. до н. е. відвідав грецький історик Геродот. Він свідчив, що греки і скіфи брали шлюби між собою. Навіть скіфський цар Скіл узяв шлюб з місцевою грекинею, сам знав давньогрецьку мову.
В 5 ст. до н. е. Ольвія мала договір про ісополітію (подвійне громадянство) з Мілетом. Входила до складу Першого Афінського морського союзу.
В період між 6 — 4 ст. до н. е. Ольвія встановила тісні торговельні стосунки з материковою Грецією, грецькими містами у Малій Азії та у Північному Єгипті. Про це свідчать вироби з теракоти, розфарбовані вази, ювелірні вироби з поселень на островах Родос, Самос, Хіос, з Коринфу та Клазомен. В Ольвії знайдені рідкісні вази з алебастру, які виробляли в грецькому місті Навкратіс в Північному Єгипті. З Афін сюди привозили скульптури, архітектурні деталі (бо поряд з Ольвією не було покладів природного каменю), кераміку з чорнофігурним вазописом. Теракотові карнизи з яскравим розфарбуванням привезені з міста Мілет. Ця частина археологічних здобутків ще в 19 ст. передана в Імператорський Ермітаж.
У середині 4 ст. до н.е Ольвія спробувала захопити частину Кримського півострова з містом Керкінітіда з метою набуття сільськогосподарських угідь, в яких місто-держава потребувала внаслідок зменьшення власної гори внаслідок атак скіфів. Тут вони стикнулися з Херсонесом. У запеклій війні Ольвія зазнала поразки.
У 3 ст. до н.е. Ольвія опинилася у фінансовій скруті, почався голод. За цих умов було укладено політичний союз з Херсонесом, від якого було отримано хліб та 3 тис. золотих. Також обидва міста мали можливість протистояти тиску Скіфського царства. В цей час Ольвію фактично очолювали Протоген і Антестерій. У другій половині II ст. до н. е. зв’язки між обома містами майже зовсім припиняються. Ольвія в силу своїх внутрішніх інтересів, послаблена різними кризами, змушена була визнати протекторат скіфських царів і по суті була їх союзником, підтримуючи тісні зв’язки з Неаполем Скіфським.

### Правителі
- Павсаній (бл. 490—480 до н.е.)
- Тімн (бл. 480—470 до н.е.)
- Аріх (бл. 470—460 до н.е.)
- Емінак (бл. 460—440 до н.е.)
- Каллінік Евксенів (4 ст. до н. е.)
- встановлення демократії, член Першого Афінського морського союзу

## Монети з Ольвії
Одеський музей нумізматики та російський Ермітаж володіють багатою колекцією давньогрецьких монет з Ольвії:
Власну монету в Ольвії мали вже у 6 ст. до н. е. На відміну від інших давньогрецьких міст — держав, ольвіополіти виготовляли місцеві монети не карбуванням (чеканкою), а виливали в особливих формах-матрицях у вигляді стріл, дельфінів та рибок. Використовували дешеву мідь, а не срібло. Монети Ольвії — досить великі за розмірами, на аверсі — голова Афіни у шоломі (або Медузи-Горгони). Зворотний бік прикрашали орел та дельфін. Зворотний бік цієї монети використано для логотипа Ольвії на сучасній кам'яній стелі при вході до музею-заповідника.
Разом з монетами мав попит і місцевий грошовий еквівалент — «рибка». «Рибки» відливали з бронзи і вони слугували за дрібну монету. На деяких грошах — «рибках» навіть карбували імена місцевих посадовців, за термін керування якого виготовляли цей грошовий еквівалент.
331 року до н.е. монетний магістрат Каллінік Евксенів розпочав карбувати ольвійські монети «борисфени».

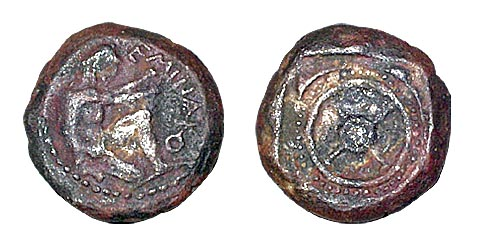
Ольвія. Статер EMINAKO. V ст. до н.е.
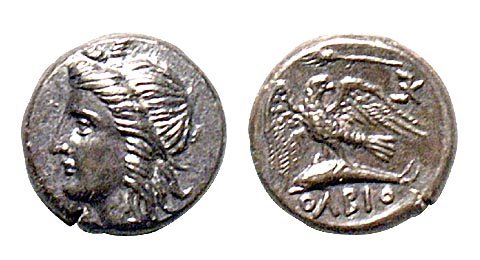
Ольвія. Статер. IV ст. до н.е.
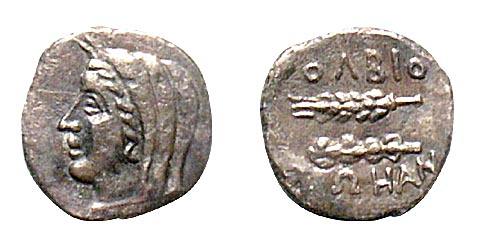
Ольвія. Драхма. III ст. до н.е.
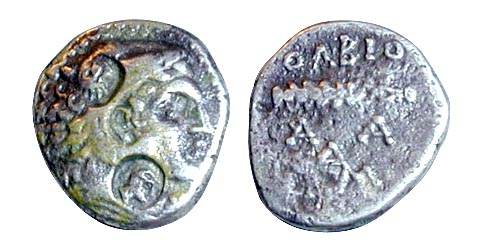
Ольвія. Дідрахма із двома накарбуваннями. II ст. до н.е.
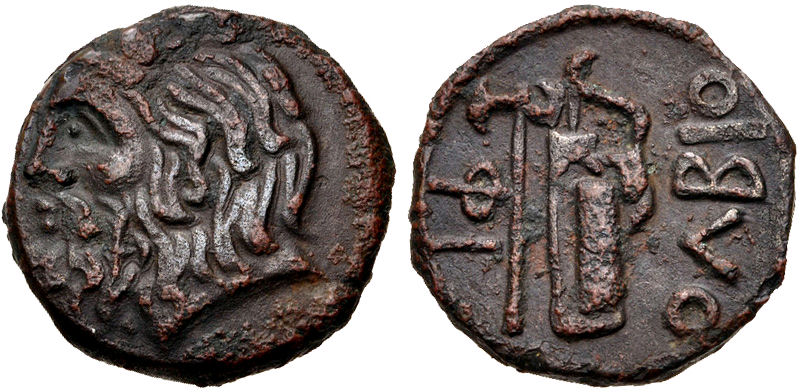
Монета «борисфен», 303 р. до н. е.

## Ольвія в добу еллінізму

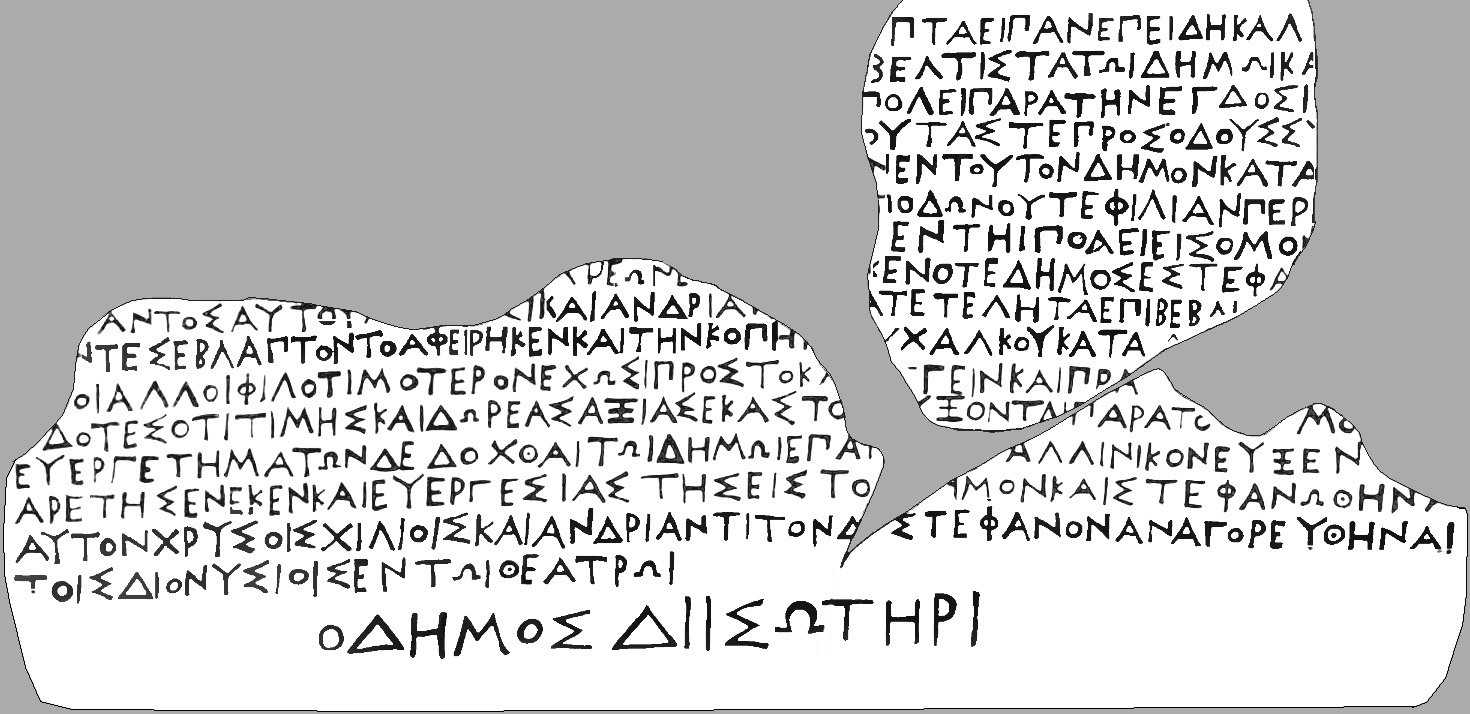
Декрет на честь Каллініка Евксенова

В 331 р. до н. е. місто витримало облогу з боку війська одного з полководців Александра Македонського Зопіріона, армія якого, у цьому ж році, була повністю розбита за допомогою союзних військ — скіфів. За гіпотезою Ю.Г. Виноградова та П.О. Каришковського до оборони міста причетний евергет Каллінік Евксенів, про якого йдеться в ольвійському декреті на його честь. 
Про зв'язки з Північним Єгиптом в цю добу свідчать знахідки елліністичних ваз, фігурних посудин, скульптур з теракоти, намистин. Серед найцікавіших знахідок — мармурові голівки (можливо, бога Асклепія та його дочки — Гігіеї. Усі археологічні знахідки — в Ермітажі).

## Варварська навала
В кінці 3 ст. до н. е. йдуть військові сутички з варварськими племенами. Місто підкорили скіфські царі, а їх зображення карбують на ольвійських монетах цього періоду. В Ольвії був знайдений черговий мармуровий декрет на честь багатого торговця Протогена. Саме він надав гроші на побудову нових фортечних мурів навколо міста, аби якось захистити Ольвію від варварської навали (камінь з написом — в збірці писемних пам'яток Російської національної бібліотеки, колишньої Публічної бібліотеки імені Салтикова-Щєдріна, Санкт-Петербург).

## Доба Римської імперії
У 2—1 ст. до н. е. Ольвію спіткала глибока економічна і соціальна криза. В той час Ольвія постійно перебувала під загрозою нападів ворожих племен. Деякий час була під зверхністю Скіфської держави, а потім — понтійського царя Мітрідата VI Євпатора. Останнього підтримував могутній рід Евресібіадів, представники якого в часи Понтійського панування обіймали провідні посади в Ольвії.
В 48 до н. е. гети на чолі з царем Буребістою захопили і зруйнували місто.
В 1 ст. н. е. місто було відбудоване лише на частині його колишньої території. Знову почався розвиток ремесла, торгівлі, сільського господарства, але попереднього розквіту вони не досягли. Ольвія була в залежності від скіфських царів — Фарзоя і Інексімея. У складі населення того періоду значно збільшився скіфський прошарок, заможна частина якого брала участь в управлінні державою.
Приблизно у 80-90-х місто відвідував грецький філософ і красномовець Діон Хрисостом. У своїх нотатках він розповідає про очевидний занепад міста через постійні війни з кочівниками та наплив варварів у місто.
У 2 ст. н. е. була під владою Риму. В цей час відбувається відродження міста під орудою Абаба з впливового роду Евресібіадів.
Ще у 251 мала римську залогу, розміщену у новозбудованій цитаделі, що знаходилась в гористій частині міста, над балкою Заяча. У 3 ст. її зруйнували готи.
На поч. 4 ст. напади гунів призвели до остаточного знищення Ольвії.

## У 20 столітті
Хижацькі археологічні розкопки проводилися з поч. 19 ст. З 1901 до 1915 їх очолював Борис Фармаковський.

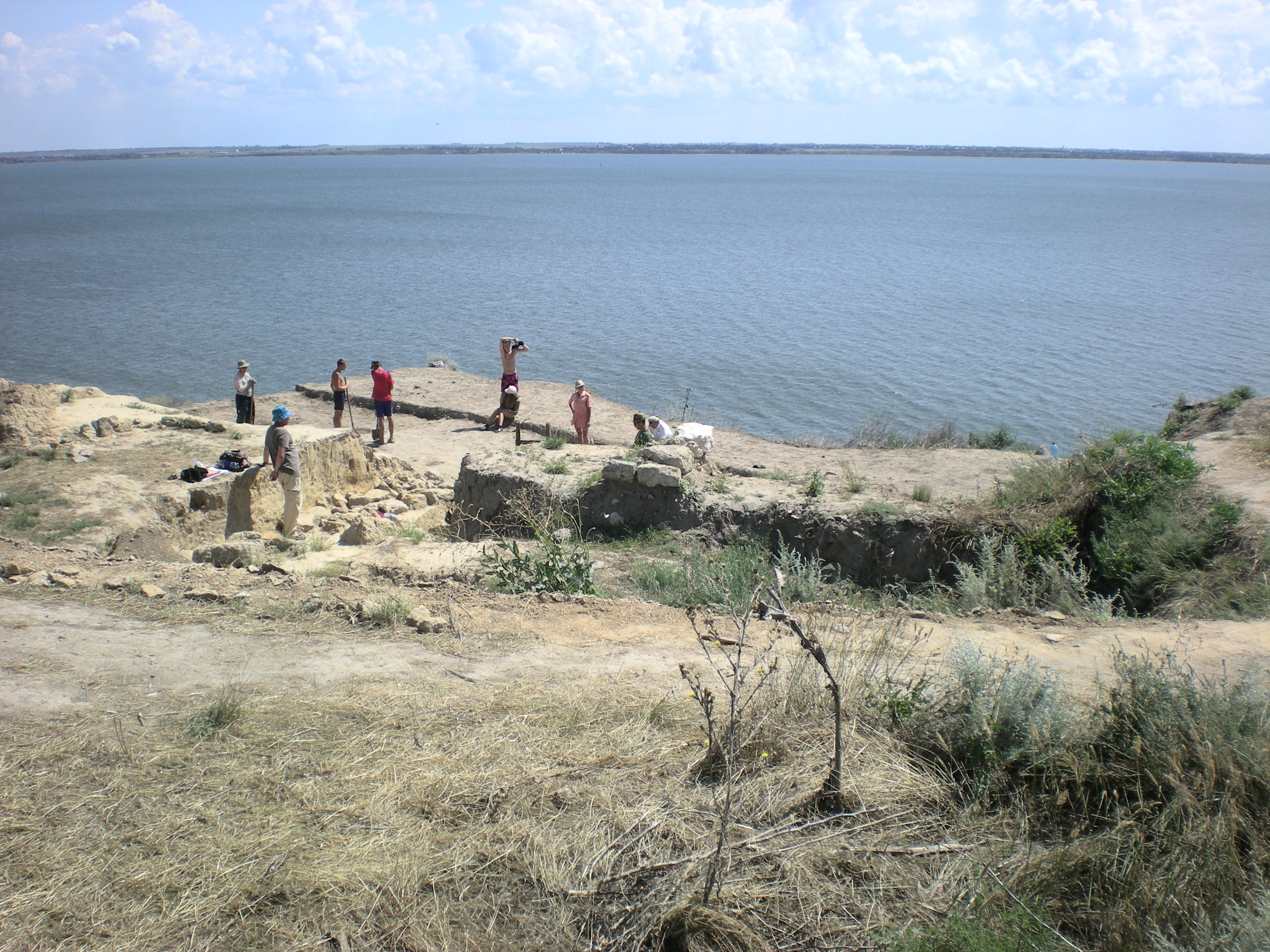
Археологи за роботою на території заповідника (липень 2011 р.)

За часів СРСР Ольвійське городище — царина для хижацьких розкопок місцевої шпани, бо передмістя археологічного об'єкта використали для помешкань колишніх в'язнів радянських тюрем. Тут можна було за невелику ціну придбати археологічні знахідки, античні кераміку, монети у місцевих жителів. Частка споруд давньогрецького міста — розібрана на будівельні матеріали. Тому цілісного уявлення про місцеві споруди, як в Херсонесі Таврійському під Севастополем, в Ольвії нема. Охорони археологічна пам'ятка не мала десятиліттями.
З 1971 року Ольвійська експедиція ІА АН УРСР проводила систематичні дослідження (наукові керівники — Сергій Крижицький, Ніна Лейпунська, Валентина Крапівіна).

## Національний історико-археологічний заповідник «Ольвія»

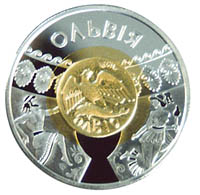
Монета НБУ присвячена Ольвії

Статус заповідника Ольвія набула у 1926 році. З проголошенням незалежності України розпочалися повільні заходи з приводу охорони археологічної пам'ятки і дослідження руїн та некрополів міста, визначені кордони пам'ятки. У 2002 році заповідник набув статусу національного.
Облаштовано музей-заповідник з охороною і забороною на ведення несанкційованих розкопок. Музей-заповідник і досі має низку нерозв'язаних проблем через малу увагу до його потреб з боку уряду.
В наші часи (ХХІ ст.) там розташований сучасний музей, в якому знаходяться багато пам'яток-артефактів античної літератури. Там можна знайти багато цікавих речей, серед яких саркофаг (за легендою, якщо навколо нього обійти три рази і загадати бажання, то воно обов'язково збудеться). Цей музей містить знахідки античної культури (різноманітні побутові чаші, тарілки, та інші побутові знахідки). Отже, Ольвія — сучасне відображення античних часів на території України.

## Вшанування та використання імені «Ольвія»
У містах Дніпро та Миколаїв є вулиця Ольвійська.
У місті Київ є провулок Ольвійський.
Назва "Ольвія" використовуєтся для закладів різного типу, розташованих у Нижньому Побужжі. зокрема у м. Миколаєві (ресторан, будівельна компанія, клініка "Олвіо").

## Галерея

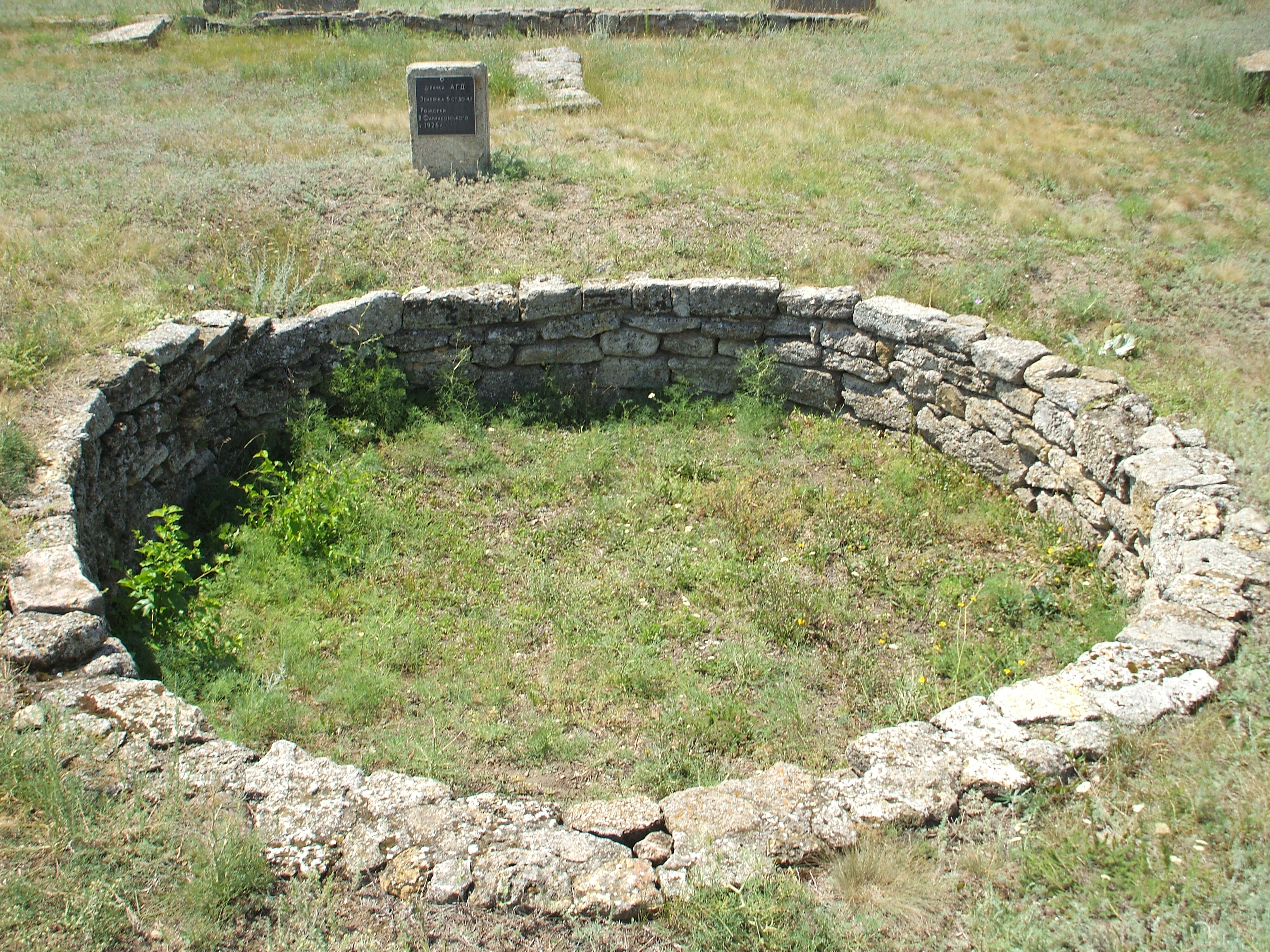
Фундамент землянки перших поселенців
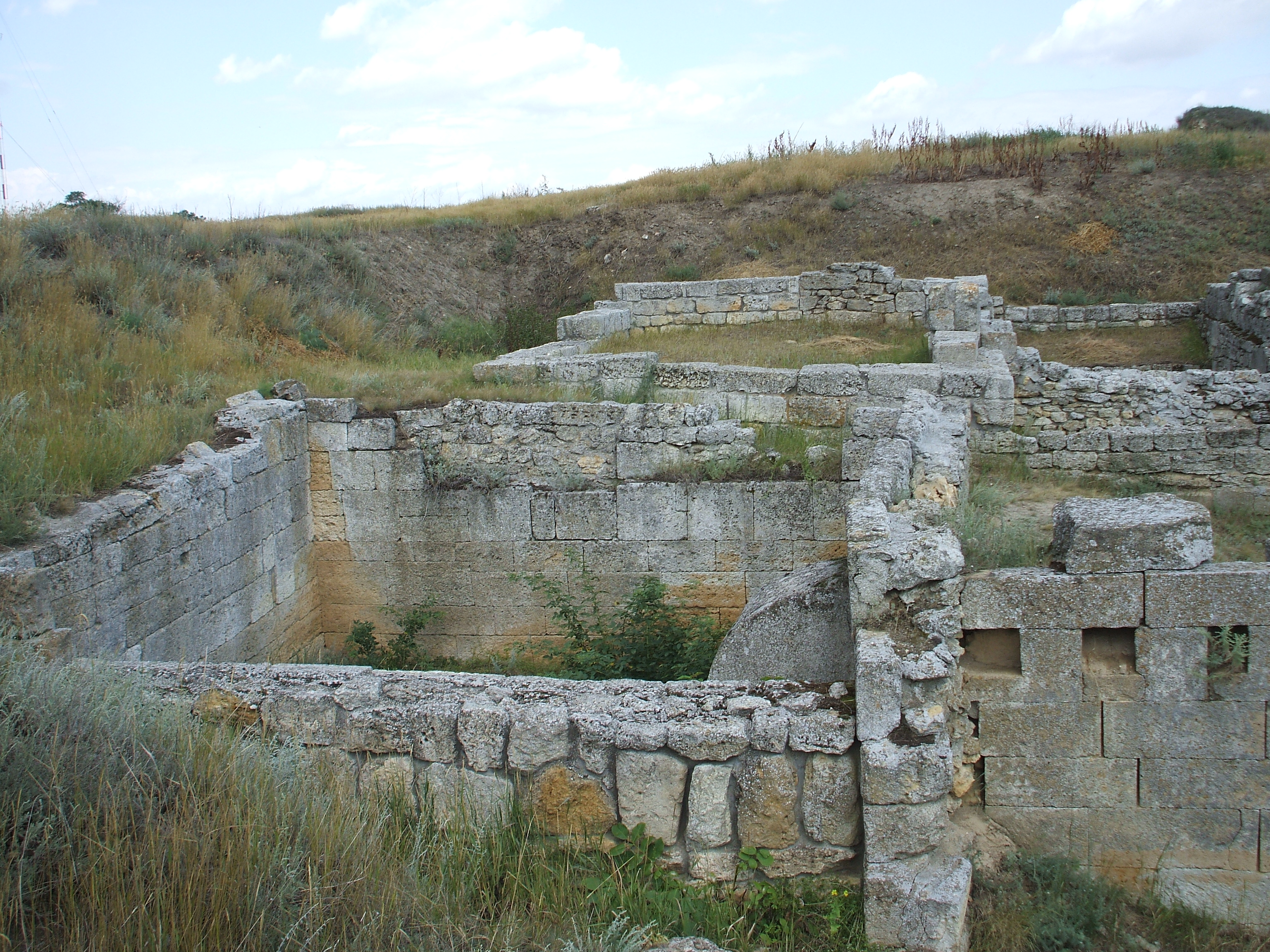
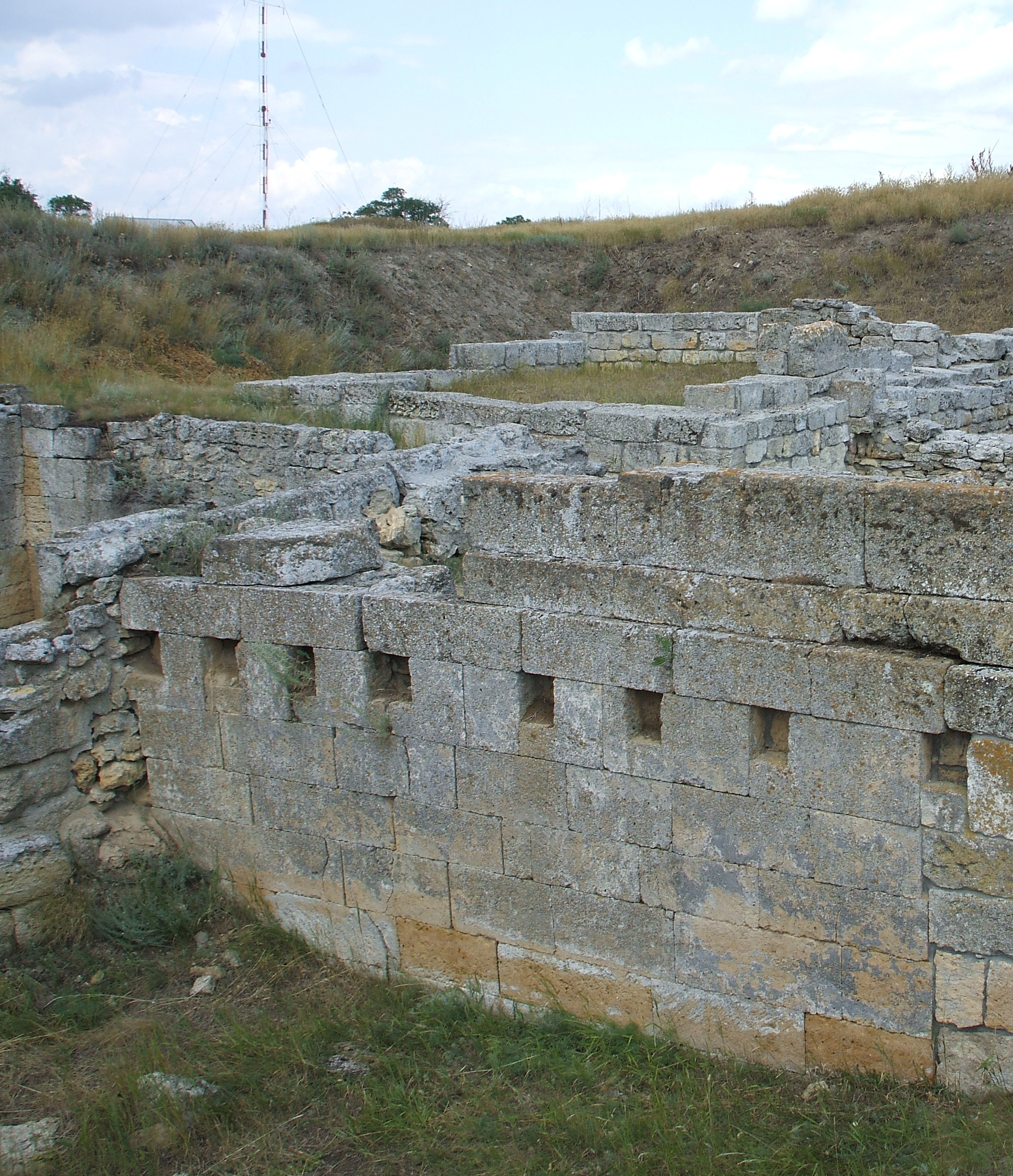
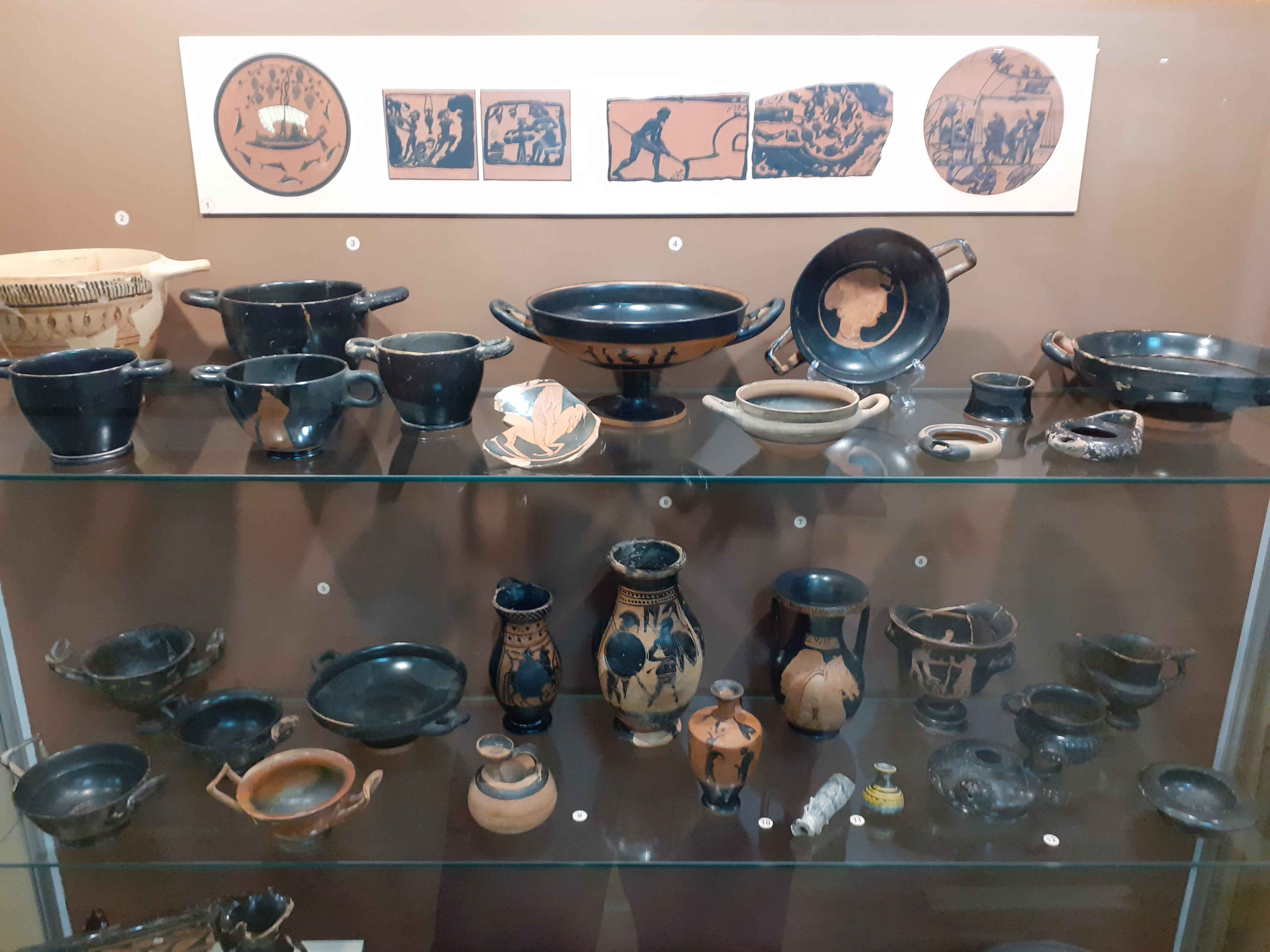
Кераміка Ольвії, Миколаївський краєзнавчий музей
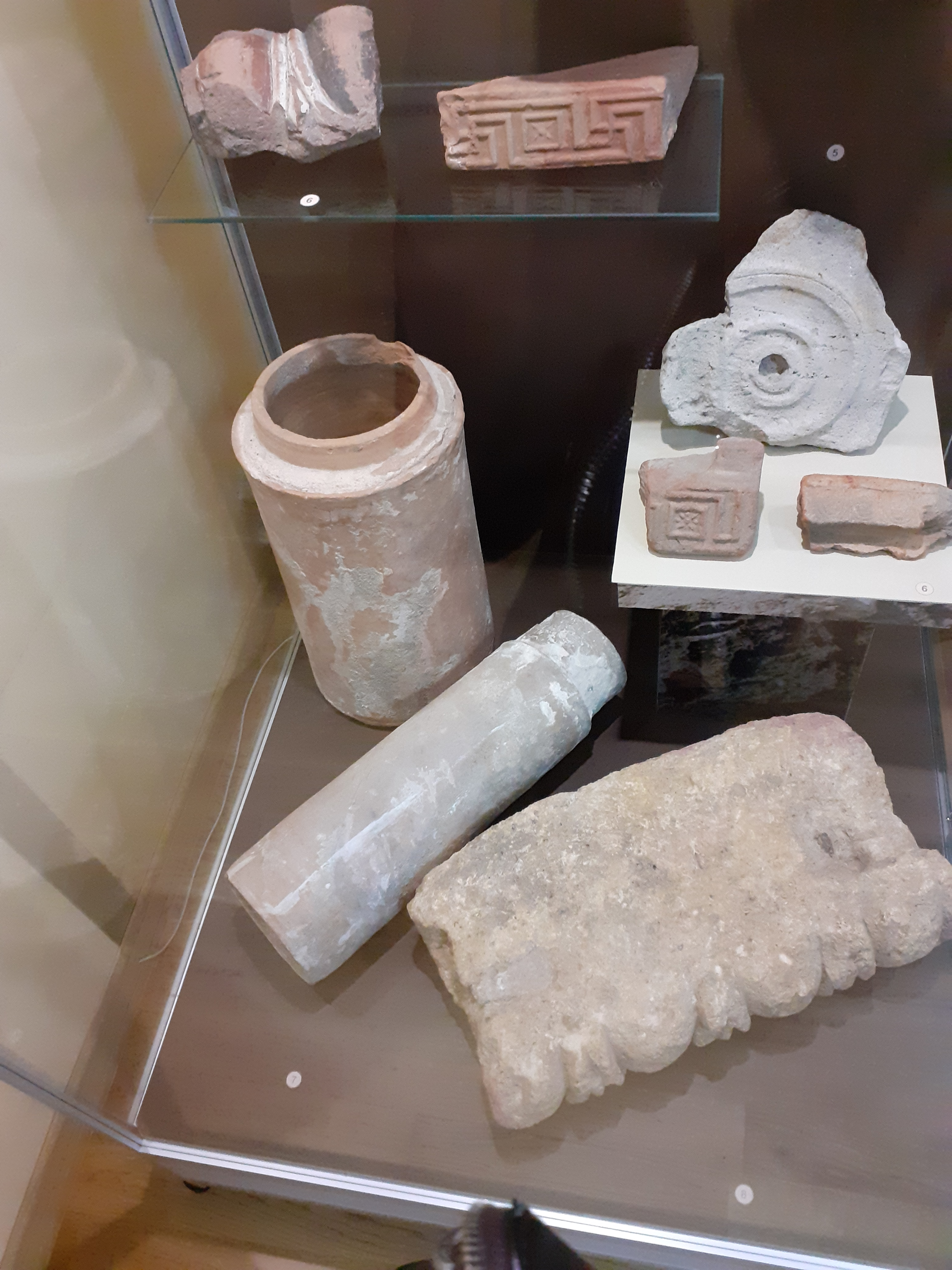
Тогочасні водопровідні труби, Миколаївський краєзнавчий музей